# Tommy Hilfiger (virksomhed)
Tommy Hilfiger B.V. er et nederlandsk-amerikansk modetøjsmærke og tøjbutikskæde, der er baseret i Amsterdam. De fremstiller, markedsfører og sælger beklædningsgenstande, fodtøj, tøj, dufte og møbler. Virksomheden blev etableret af Tommy Hilfiger i 1985 og deres varer sælges til stormagasiner og over 2.000 detailbutikker i 100 lande. Siden 2010 har PVH Corp. været ejer af Tommy Hilfiger. De ejer selv ca. 1.400 tøjbutikker i 90 lande. Virksomheden omsætter for 4,7 mia. amerikanske dollar.